# Larry Murphy
Lawrence Thomas Murphy, detto Larry (Scarborough, 8 marzo 1961), è un ex hockeista su ghiaccio canadese.

## Biografia
Nel corso della sua carriera ha giocato con Seneca Nationals (1977/78), Peterborough Petes (1978-1980), Los Angeles Kings (1980-1984), Washington Capitals (1983-1989), Minnesota North Stars (1988-1991), Pittsburgh Penguins (1990-1995), Toronto Maple Leafs (1995-1997) e Detroit Red Wings (1997-2001).
Con la nazionale canadese ha preso parte ai campionati del mondo nel 1985, nel 1987 e nel 2000. Ha inoltre partecipato a due edizioni della Canada Cup: nel 1987 e nel 1991.
Nel 2004 è stato inserito nella Hockey Hall of Fame.